# HD 20283
HD 20283，又名BD+39 743，SAO 38700、HR 979，是一颗恒星，视星等为6.45，位于銀經150.73，銀緯-14.39，其B1900.0坐标为赤經3h 10m 39.1s，赤緯+40° -14.39′ 53″。